# Anabarilius polylepis
Anabarilius polylepis là một loài cá vây tia thuộc họ Cyprinidae. Chúng là loài đặc hữu của Trung Quốc.